# Lutomia Mała
Lutomia Mała est une localité polonaise de la gmina et du powiat de Świdnica en voïvodie de Basse-Silésie.